# 夜想曲第15番 (ショパン)
夜想曲第15番 ヘ短調 作品55-1 は、フレデリック・ショパンが1843年に作曲、翌1844年に出版されたピアノのための夜想曲。献呈は弟子のジェーン・ウィルヘルミナ・スターリング嬢。

## 構成
ヘ短調、アンダンテ、4分の4拍子、三部形式。

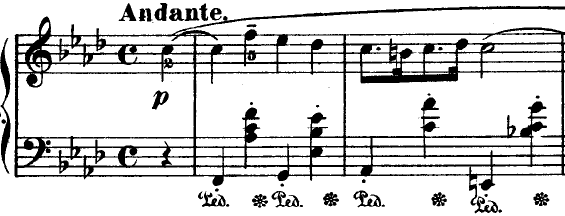
冒頭部分

主部は弱起から静かに旋律が始まり、ヘ短調の主題と変イ長調の副楽想が交互に奏される。
中間部はピウ・モッソとなり、激しい3連符のユニゾンと力強い和音の対話から始まる。次に3連符と4分音符からなる伴奏と右手の旋律がさまざまな転調を見せ、クライマックスを迎える。
再現部では主部が短く再現されたのち旋律が3連音に変化し、即興的な発展をみせる。そして3連符のアルペッジョで上下行を繰り返したあと上行して消え入り、静かな和音の後、アルペッジョの和音が3度繰り返されて終止する。